# Campanilismo
El campanilismo es una voz italiana por la que entendemos el apego ciego por la propia ciudad, por sus costumbres y tradiciones, y que puede determinar un espíritu de rivalidad bastante vivo contra las poblaciones vecinas. Normalmente el campanilismo se manifiesta a través del odio y de la envidia, con frecuencia sin motivo, hacia los habitantes de localidades cercanas, a pesar de que suelen ser muy similares a las propias. El término deriva de la palabra campanile, que en italiano significa campanario. De ello se infiere que el campanilismo, aún existiendo ejemplos a gran escala, caracteriza sobre todo a las divisiones culturales, sociales y deportivas entre pequeños pueblos o provincias. No obstante, este fenómeno puede darse también entre habitantes de distintos barrios en una misma ciudad. 

## Contexto histórico
Un ejemplo de campanilismo histórico es el que se da entre las diversas "contradas" (que podríamos traducir como "distritos") que se enfrentan en el Palio di Siena (Toscana) . Otros, más "románticos" y frecuentemente utilizados en la literatura, eran los que enfrentaban a familias o castas, como los Güelfos y gibelinos en Florencia o los célebres Montescos y Capuletos de la ciudad de Verona.

## Uso en la actualidad
Hoy en día, aunque no exentos de raíces históricas, los campanilismos más importantes son los que se derivan de competiciones deportivas. Los derbis futbolísticos son particularmente conflictivos y por ello controlados con amplios despliegues de fuerzas del orden.